# 引田町
引田町（ひけたちょう）は、香川県大川郡にあった町。

## 歴史
- 1890年（明治23年）2月15日 - 町村制施行に伴い、大内郡引田村が成立。
- 1899年（明治32年）4月1日 - 大川郡の所属となる。
- 1909年（明治42年）10月1日 - 町制施行して引田町となる。
- 1955年（昭和30年）4月1日 - 大川郡相生村・小海村と新設合併し、引田町となる。
- 1968年（昭和43年）4月1日 - 町章を制定する[1]。
- 2003年（平成15年）4月1日 - 大川郡白鳥町・大内町と合併し、東かがわ市が発足。同日引田町廃止。